# Nepřevázka
Nepřevázka är en ort i Tjeckien.   Den ligger i regionen Mellersta Böhmen, i den centrala delen av landet, 50 km nordost om huvudstaden Prag. Nepřevázka ligger 230 meter över havet och antalet invånare är 321.
Terrängen runt Nepřevázka är huvudsakligen platt, men den allra närmaste omgivningen är kuperad. Runt Nepřevázka är det ganska tätbefolkat, med 90 invånare per kvadratkilometer. Närmaste större samhälle är Mladá Boleslav, 3,8 km norr om Nepřevázka. Trakten runt Nepřevázka består till största delen av jordbruksmark.